# أحراش جبال الحجر
أحراش جبال الحجر هي منطقة بيئية من الأراضي العشبية المعتدلة والسافانا والشجيرات في جبال الحجر في الجزء الشرقي لشبه الجزيرة العربية، والتي تمتد في أجزاء من سلطنة عمان والإمارات العربية المتحدة.

## الجغرافيا
تشمل المنطقة البيئية المرتفعات العليا لجبال الحجر، إذ تشكل الجبال قوسًا من الشمال الغربي إلى الجنوب الشرقي في أجزاء من سلطنة عمان والإمارات العربية المتحدة، لتغطي أكثر من 500 كيلومترًا طولا. تمتد الجبال على طول ساحل خليج عمان في منطقة الباطنة في السهل الساحلي بين الجبال والبحر.
تمتد جبال الحجر الغربي من شبه جزيرة مسندم في الطرف الشمالي الشرقي لشبه الجزيرة العربية، في شرقي الإمارات وشمالي عمان، بينما تمتد جبال الحجر الشرقي شرقا نجو رأس الحد، في أقصى شرق عمان وشبه الجزيرة العربية. يفصل أخدود سمائل بين الجزء الغربي والشرقي من السلسلة. النجد الرخامي لجبل شمس (2997 مترًا) والجبل الأخضر (2980 مترًا) والواقع بالكاد غرب أخدود سمائل، هما أعلى قمتين في السلسلة الجبلية. تبلغ أعلى قمة في جبال الحجر الشرقي 2152 مترًا.
تتكون الجبال في غالبها من الحجر الجيري الطباشيري، مع بروزات صخرية من الصخور المتحولة والصخور البركانية مثل الأفيوليت الرمادي البني. تحيط منطقة صحراء وشبه صحراء خليج عمان البيئية بالأحراش على ارتفاعات أقل.

## المناخ
تتمتع المنطقة البيئية بمناخ معتدل شبه جاف، يصل إلى مناخ شبه استوائي على الارتفاعات المنخفضة. أبرد الشهور هي ديسمبر إلى مارس عندما تستقبل المنطقة الأمطار والعواصف الرعدية وتكونات المحلية والعواصف الثلجية وبعض الثلوج العارضة على المرتفعات العليا. يسود الدفء من أبريل إلى سبتمبر، مع هطول أمطار عارضة ناتجة عن الرياح الموسمية القادمة من المحيط الهندي.

## الحياة النباتية
تشمل أنواع النباتات الطبيعية في المنطقة الشجيرات والأحراش، كما تتنوع الحياة النباتية باختلاف الارتفاع وباختلاف جيولوجيا الأرض.
تشمل الأحراش المفتوحة الزيتون والبوت المسقطي والشث الدابق والتي تمتد من ارتفاع 1100 إلى 2500 مترًا. ينتشر السدر والغاف الرمادي والسنط الملتوي والتين صفصافي الأوراق وغيره من سلالات التين، في الأودية الموسمية.